# SN 1994aa
SN 1994aa – supernowa typu Ia odkryta 14 września 1994 roku w galaktyce NGC 1320. W momencie odkrycia miała maksymalną jasność 17,00m.